# دهستان سرزهونگ
دهستان سرزهونگ (به لاتین: Serzhong Gewog) یک دهستان در کشور بوتان است که در ناحیهٔ سرپانگ واقع شده‌است.